# Vitis labrusca
La labrusca o parra brava (Vitis labrusca) es un arbusto trepador de la familia de las vitáceas, originaria de América del Norte, donde está extendida desde la costa este de Estados Unidos hasta las Grandes Llanuras. En Argentina se la conoce como uva chinche, monterrico, Isabella o frambua.

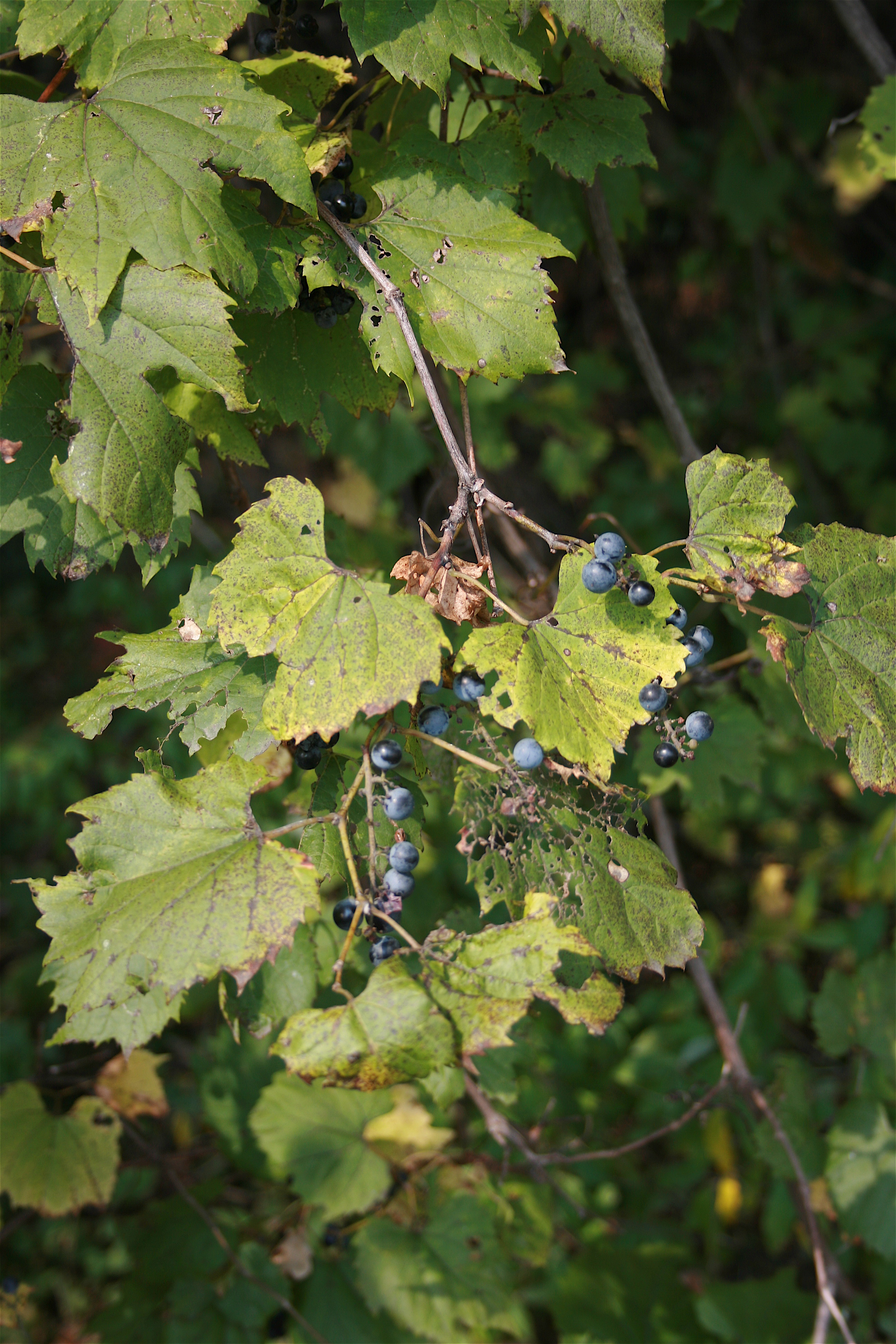
Vista de la planta

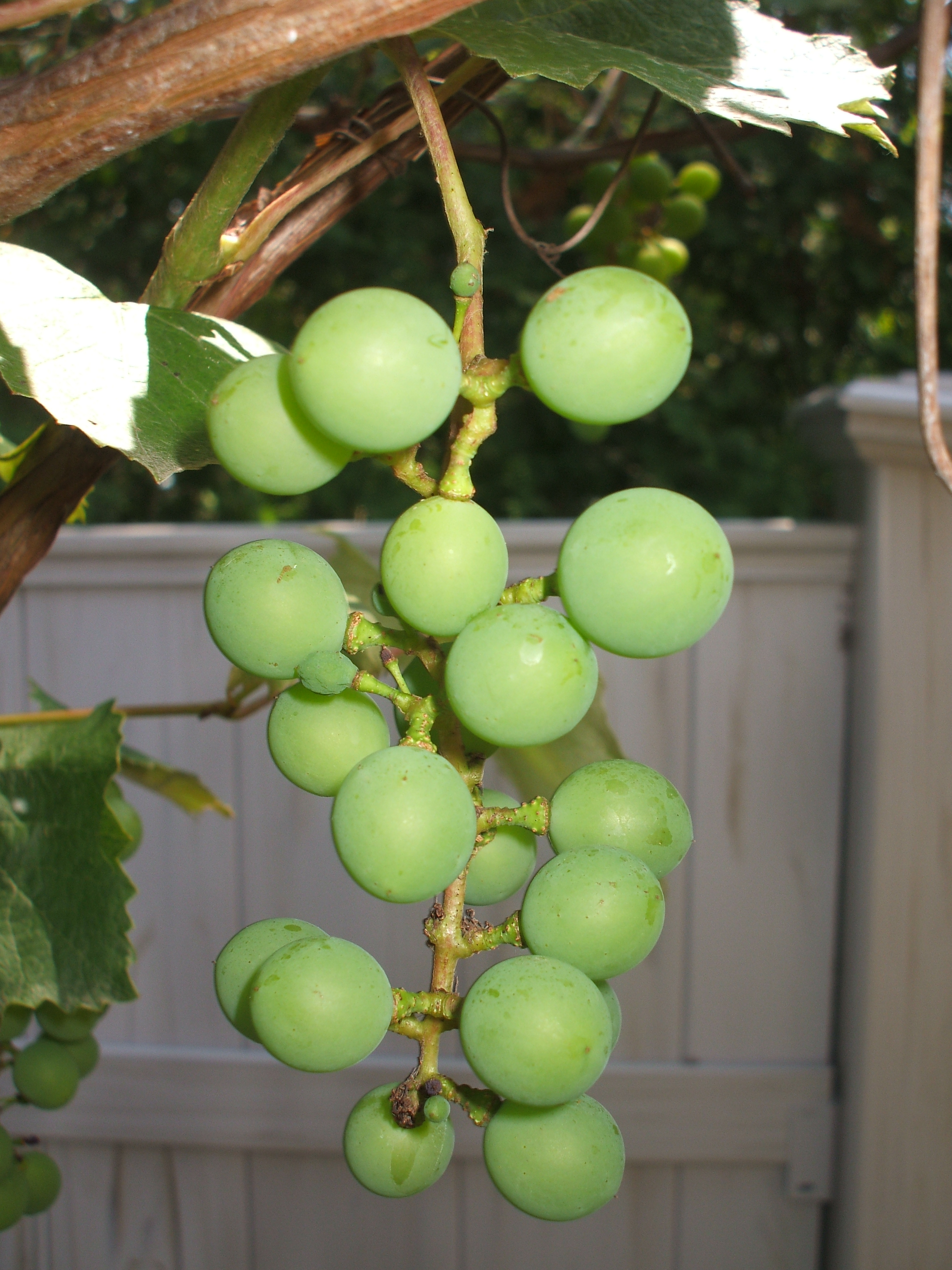
Frutos

## Historia
Hacia finales del siglo XIX fue la solución más usada para la erradicación de la plaga de la filoxera en las plantaciones de vid, debido a que sus raíces son muy resistentes a este insecto. Se la utilizó como portainjerto. La solución consistía en injertar las variedades de alta calidad pero susceptibles sobre las raíces de la labrusca y de esta forma conseguir que la planta fuera prácticamente inmune a la plaga.

## Ecología
Esta planta sirve de alimento a las larvas de una polilla perteneciente al género Psychomorpha.

## Taxonomía
Vitis labrusca fue descrita por Carlos Linneo y publicado en Species Plantarum 1: 203. 1753
Etimología
Vitis; nombre genérico que es tomado directamente del Latín vītis, vitis, la vid, el sarmiento, vitis vinea siendo el vino
labrusca: epíteto que deriva de la palabra latina que significa "salvaje". En Italia existen variedades de vid europea (variedades de Vitis vinifera) con el nombre de Lambrusco, que producen muchos de los conocidos vinos de mismo nombre. Estas variedades conocidas de los antiguos romanos, seleccionadas y suavizadas a lo largo de los siglos, principalmente en el norte de Italia, no tienen nada en común con la especie Vitis labrusca.
Variedad aceptada
- Vitis labrusca f. alba (Prince) Fernald

Sinonimia
- Cissus labrusca (L.) Kuntze, Um die Erde 501. 1881.
- Vitis vinifera var. labrusca (L.) Kuntze, Revis. 1 gen. pl., 132. 1891.

Heterotypic
- Vitis blanda Raf., Med. Fl. vol. 2, 128. 1830, nom. illeg. non Sweet (1826).
- Vitis canina Raf., Med. Fl. vol. 2, 127. 1830.
- Vitis ferruginea Raf., Med. Fl. vol. 2, 128. 1830.
- Vitis labruscana L.H.Bailey, Gent. Herb. vol. 1, 126. 1923.
- Vitis labruscoides Muhl. & Raf., Med. Fl. vol. 2, 127. 1830.
- Vitis latifolia Raf., Med. Fl. vol. 2, 126. 1830., nom. illeg. non Roxb. (1824).
- Vitis luteola Raf. , Raf., Med. Fl. vol. 2, 127. 1830.
- Vitis obliqua Raf., Med. Fl. vol. 2, 127. 1830, nom illeg. non (Ruíz & Pav.) Kuntze
- Vitis obovata Raf., Med. Fl. vol. 2, 135. 1830.
- Vitis occidentalis Bartram ex Le Conte,  Rep. Commiss. Patents (Agric.) 1857. 229. 1858.
- Vitis palmata LeConte, Proc. Acad. Nat. Sci. Philadelphia 1852-53 274. 1854, nom. illeg. non Vahl
- Vitis prolifera Raf., Med. Fl. vol. 2, 134. 1830.
- Vitis rugosa Raf., Med. Fl. vol. 2, 127. 1830 nom. illeg. non Roxb. (1824).
- Vitis taurina Walter, Fl. Carol. (Walter) 242. 1788.
- Vitis tenuifolia Le Conte, Proc. Acad. Nat. Sci. Philadelphia 1852-53 271. 1854, nom. illeg. non  Wight & Arn. (1834).
- Vitis vulgaris Bartram ex Le Conte[3]

## Nombres comunes
- Parriza americana, vid del Canadá, vid silvestre americana.[4]